# آبریکتا
آبریکتا(نام علمی: Abricta) نام یک سرده از تیره زنجره است.